# Neomammillaria vetula
Neomammillaria vetula là một loài thực vật có hoa trong họ Cactaceae. Loài này được (Mart.) Britton & Rose mô tả khoa học đầu tiên năm 1923.